# Gilberto Agustoni
Gilberto Agustoni (Schaffhausen, 26 de julio de 1922-Roma, Italia, 13 de enero de 2017) fue un cardenal suizo, prefecto emérito del Tribunal Supremo de la Signatura Apostólica.

## Biografía
Gilberto Agustoni asistió a la escuela primaria, la secundaria y el seminario en Lugano. Fue ordenado sacerdote el 20 de abril de 1946. Después de sus estudios en Roma y Friburgo se doctoró en teología en 1947. 
En 1950 fue llamado a Roma como secretario personal del cardenal Alfredo Ottaviani, función que cumplía al momento de la Intervención de Ottaviani en 1969. Tras cumplir varias funciones en la Curia romana, el 18 de diciembre de 1986 fue nombrado Arzobispo Titular de Caorle y Secretario de la Congregación para el Clero. 
En 1991 se convirtió en miembro de la Signatura Apostólica, de la que fue nombrado proprefecto el 2 de abril de 1992. Asumió como prefecto el 29 de noviembre de 1994, días después de que el papa Juan Pablo II le nombrara cardenal diácono de Santos Urbano y Lorenzo en Prima Porta en Prima Porta, el 26 de noviembre. Estuvo a la cabeza de la Signatura Apostólica hasta el año 1998.